# Sihlsprung

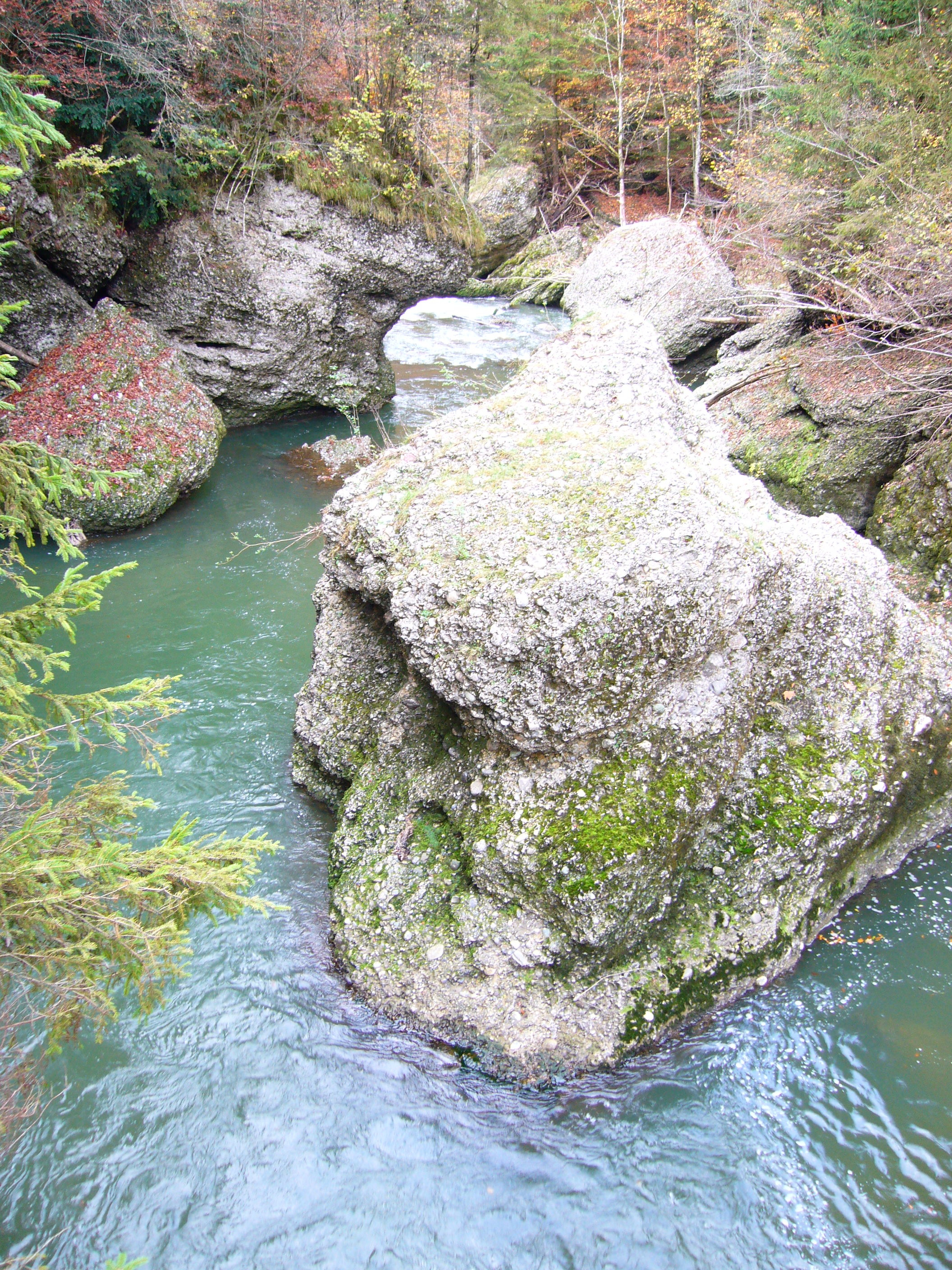
Sihlsprung

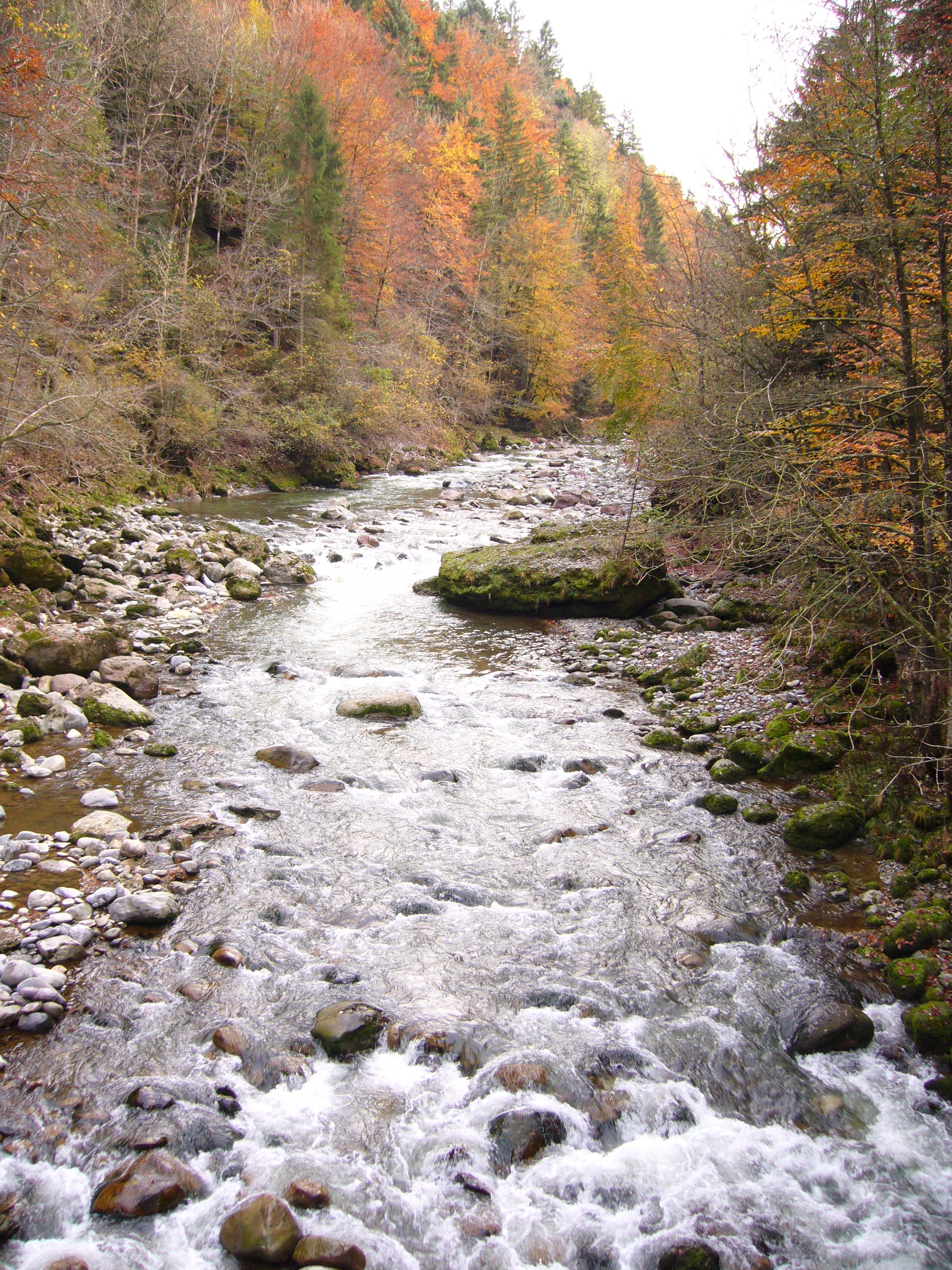
Schluchteingang

Der Sihlsprung ist ein rund 1,25 Kilometer langer schluchtartiger Abschnitt des Sihltobels an der Grenze der Kantone Zug und Zürich in der Schweiz.

## Geographie

### Lage
Der Sihlsprung befindet sich im unteren Teil des Sihltobels, das sich von Schindellegi bis nach Sihlbrugg erstreckt. Die umliegenden Ortschaften sind im Norden Hirzel und Spitzen (zur Zürcher Gemeinde Horgen gehörend), im Osten Schönenberg (zur Zürcher Gemeinde Wädenswil gehörend) und im Südwesten Menzingen (zur gleichnamigen Zuger Gemeinde gehörend). Der obere Schluchteingang befindet sich unterhalb der Lichtung Sihlmatt auf der Zuger Seite (rund 590 m), wo der Wanderweg durch einen Tunnel führt. Der untere Abschnitt kann dank einer Brücke auf beiden Seiten begangen werden, wobei der linksufrige Weg stellenweise durch einen weiteren, rund 170 Meter langen Tunnel verläuft. Der Ausgang befindet sich auf rund 570 m vor der Ernihalden.

### Geologie
Das Gebiet rund um das Sihltobel bildet eine bedeutende, glazial geprägte Drumlin- und Moränenlandschaft, die auf den Sihlgletscher zurückgeht. Der Sihlsprung selbst ist dagegen ein nach der letzten Kaltzeit fluviatil entstandener Einschnitt in dieser Landschaft. Das Gefälle der Sihl ist gering, während der seitlich von Spitzen her kommende Mülibach ein etwas stärkeres Gefälle aufweist. Zwei namenlose Seitenbäche auf der Zuger Seite bilden sogar kleine Wasserfälle. Die teils bewaldeten, teils felsigen Steilwände der Schlucht (bis zu 75 Meter hoch) bestehen aus Nagelfluh und sind Teil der langgestreckten Molasse-Zone zwischen Höhronen und Baden. Ein Charakteristikum des Sihlsprungs sind die teils mehrere Kubikmeter grossen Nagelfluhbrocken in und neben dem Flussbett.

### Tourismus
Die Schlucht ist ein Naherholungsgebiet unweit der Städte Zürich und Zug und ist kostenfrei für Fuss- und Fahrradverkehr erschlossen. Es stehen mehrere Feuerstellen zur Verfügung.

## Sage
Laut einer 1853 erstmals von Johann Jakob Reinhard verschriftlichten Volkssage soll beim so genannten Chrungelichaschte, einer Nagelfluhhöhle im Sihlsprung, eine Hexe ihr Unwesen treiben. Sie schnürt mit ihren langen Fingern Kindern die Kehle zu oder kauert des Nachts den Menschen als Nachtalb auf der Brust.

## Bilder

Der Sihlsprung anno 1908
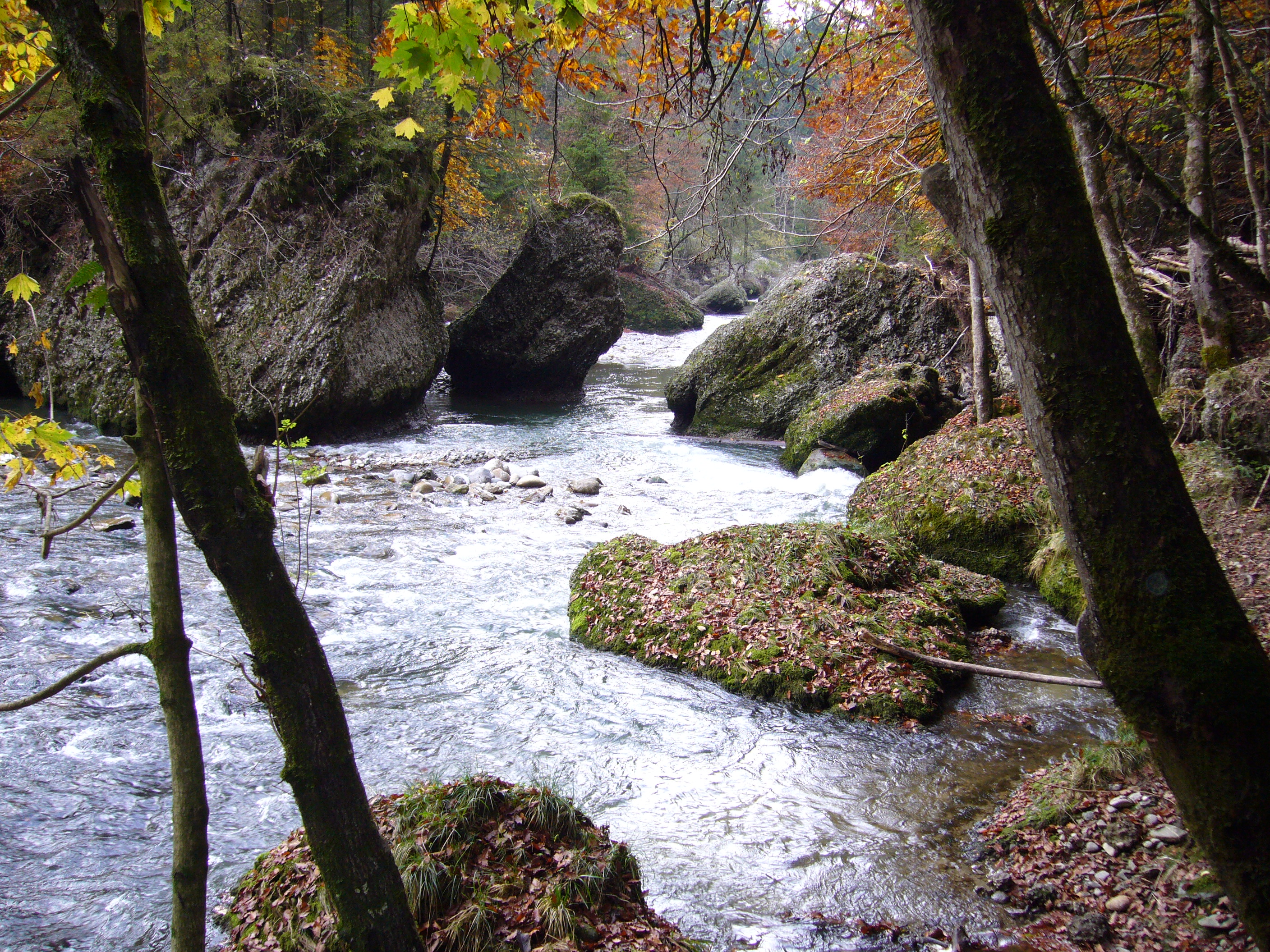
Nagelfluhfelsen in der Sihl
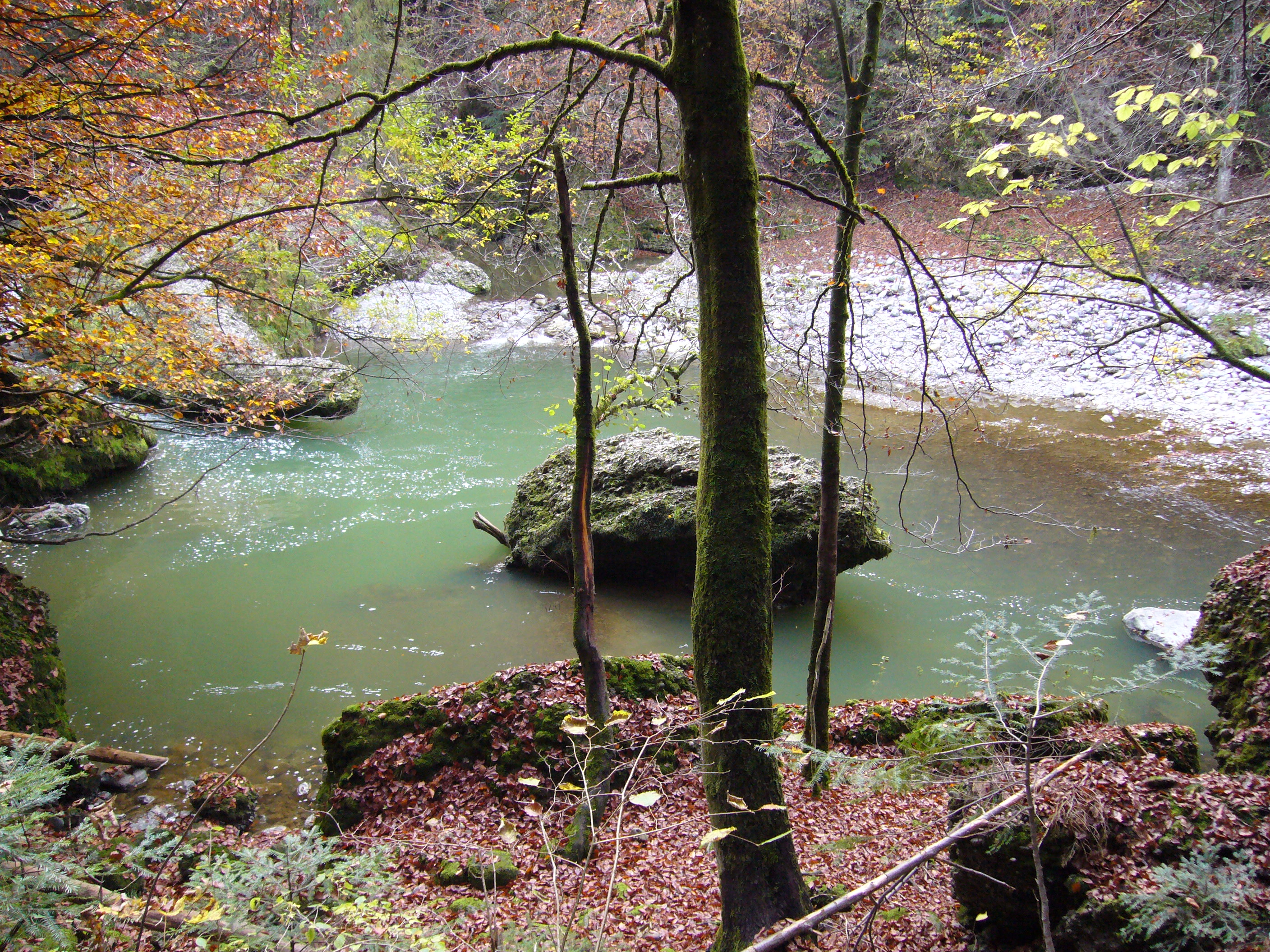
Kleines natürliches Staubecken
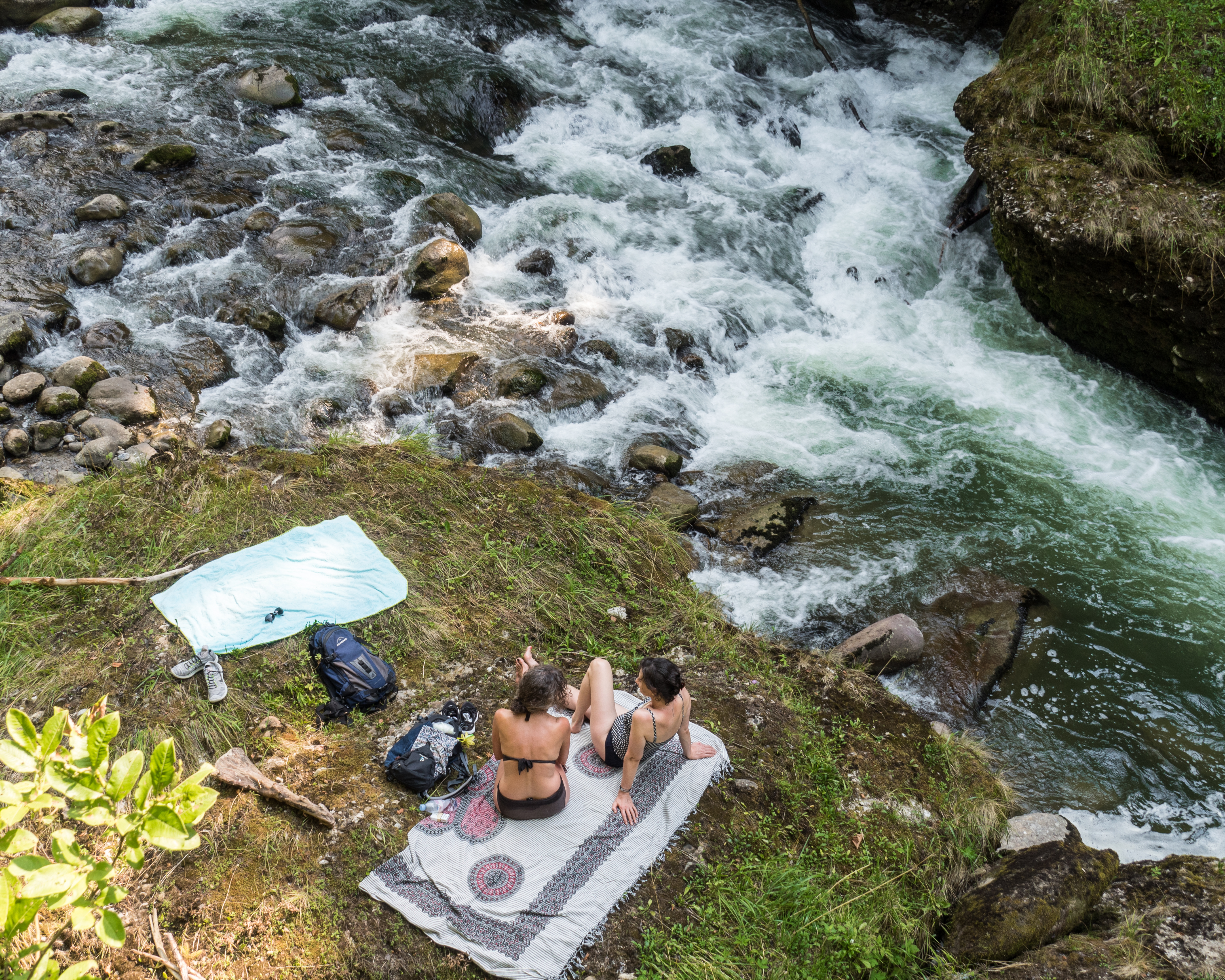
Picknick beim Sihlsprung
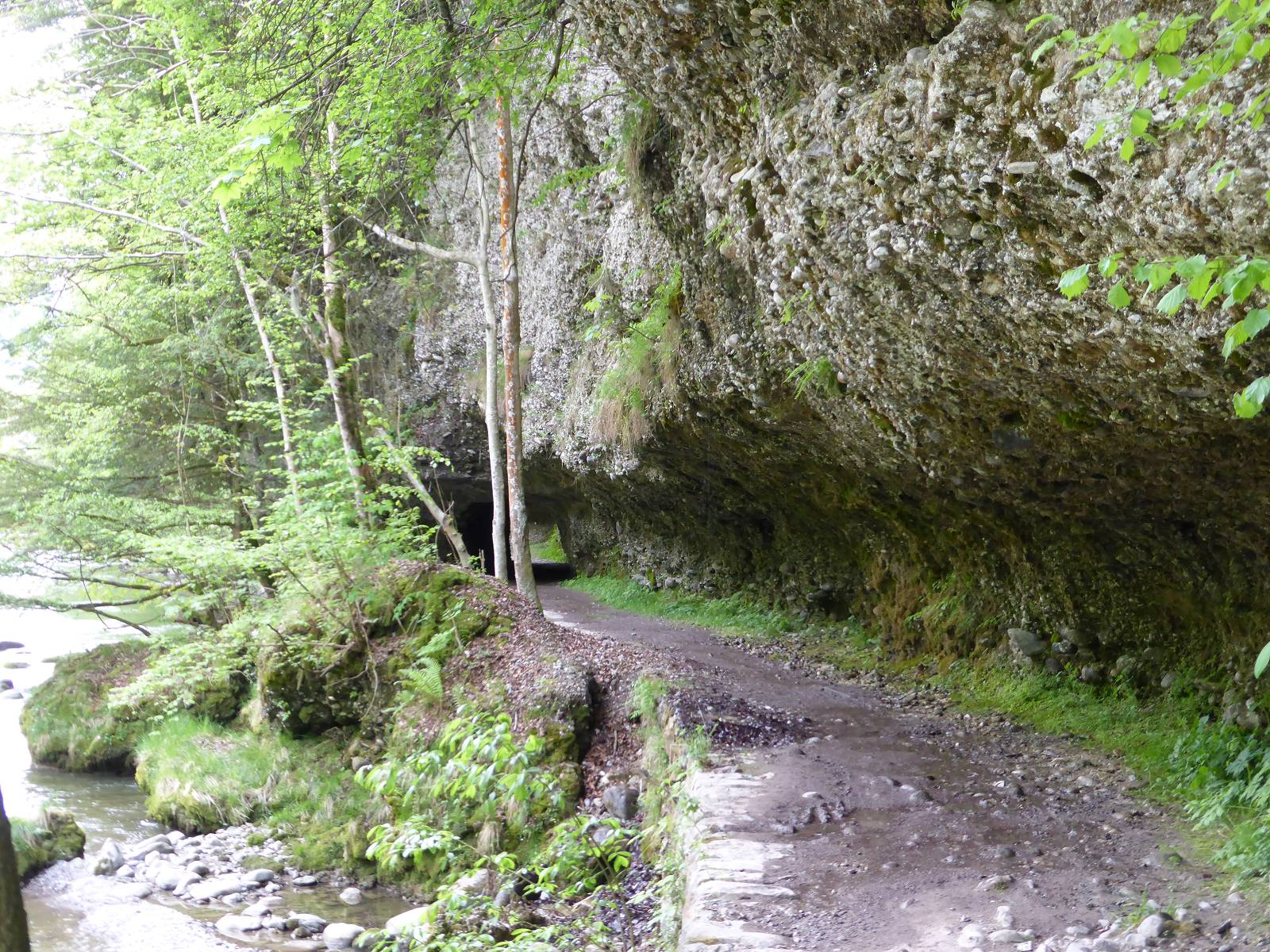
Schluchtweg mit Tunnel am oberen Eingang zum Sihlsprung
Die alte Sihlsprungbrücke von 1900 im Jahr 1924
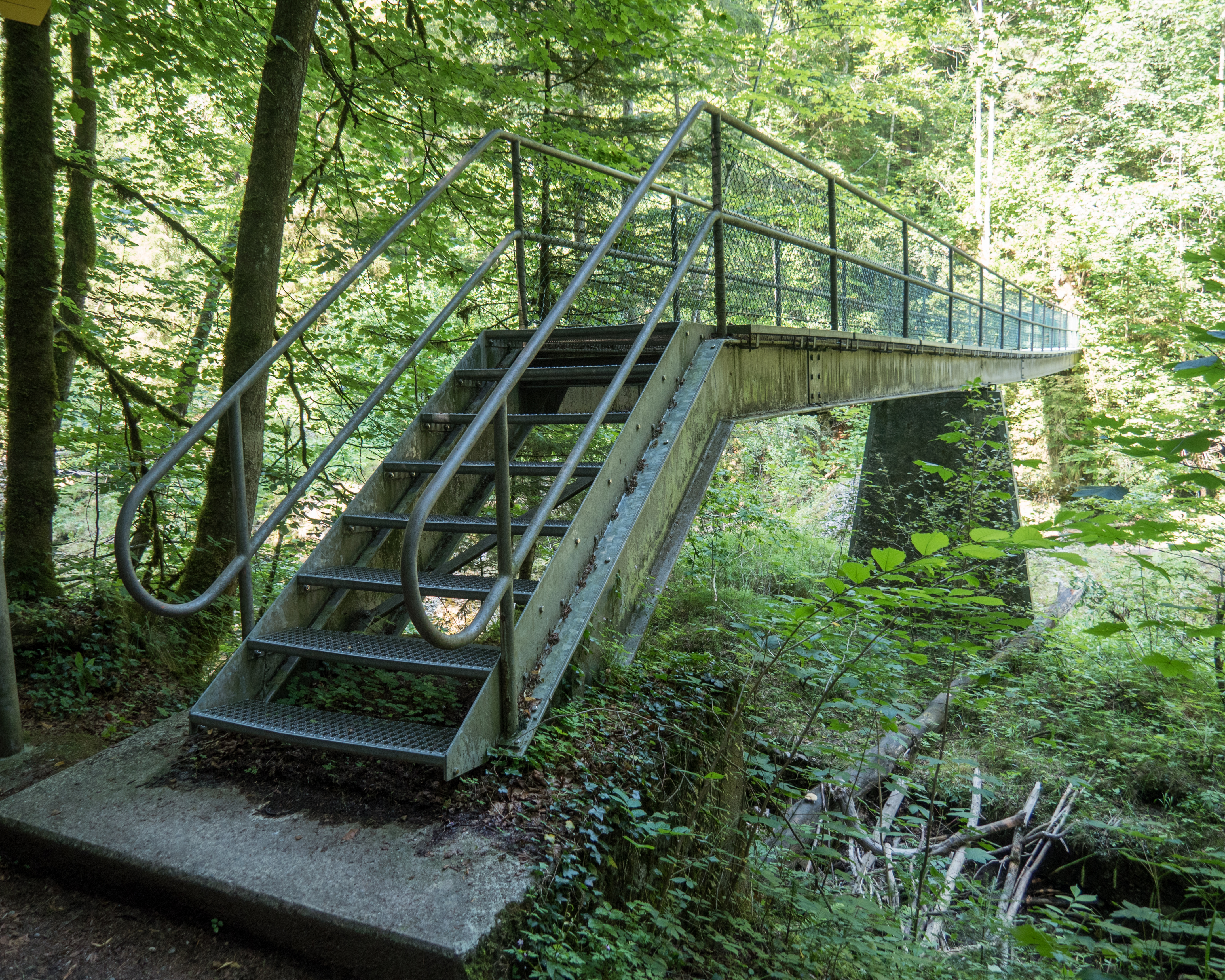
Die neue Sihlsprungbrücke von 1940 im Jahr 2018
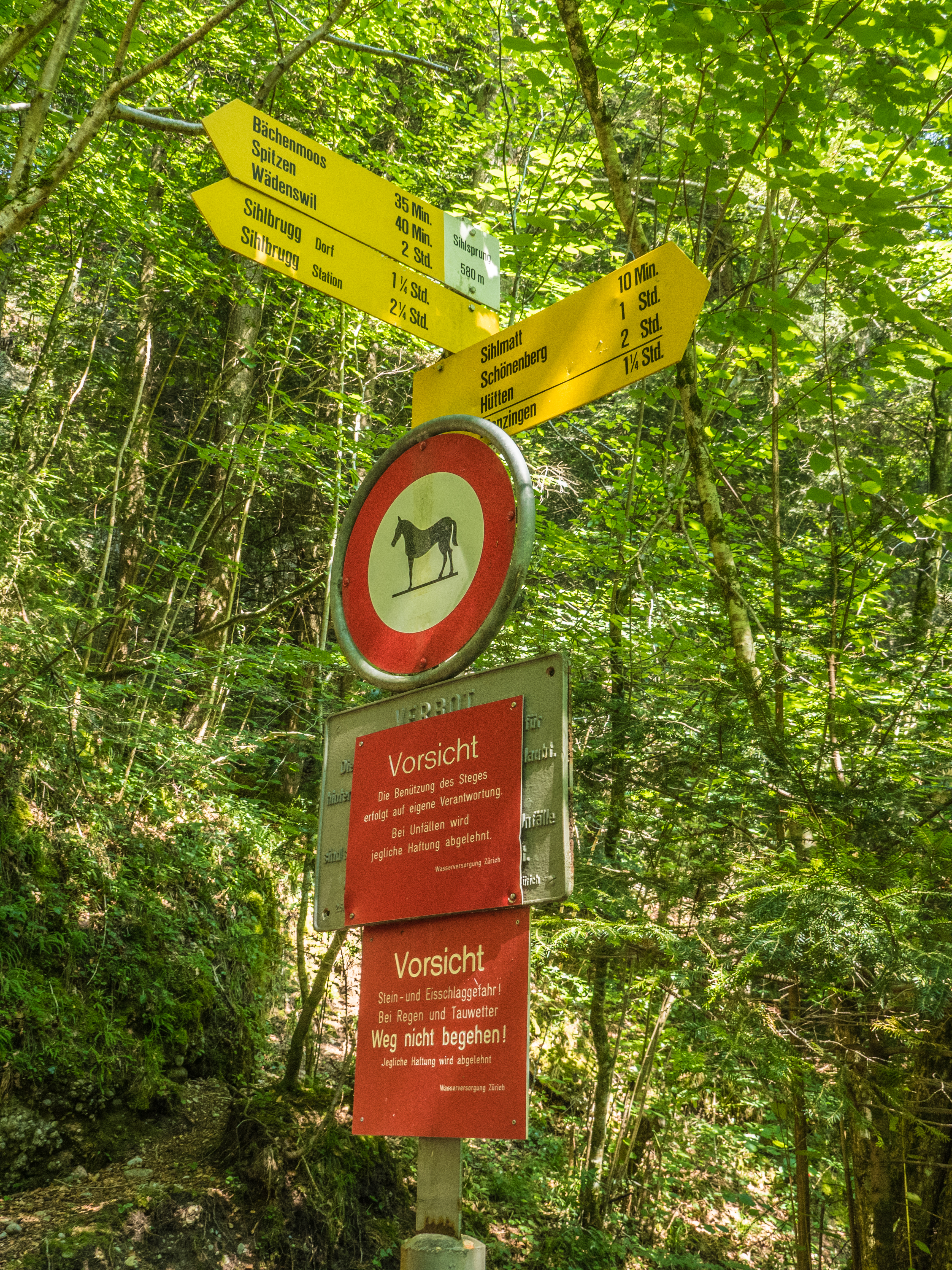
Wegweiser am Sihlsprung